# Буяльська Тамара Болеславівна
Тамара Болеславівна Буяльська (нар. 28 липня 1944 року у м. Кіровоград) — українська науковиця, кандидат філософських наук, професор, професор Міжнародної кадрової академії, проректор з науково-педагогічної роботи по організації виховного процесу та наукової роботи в галузі гуманітарних наук ВНТУ (1992—2008), завідувачка кафедри культурології ВНТУ, доцент, Заслужений працівник народної освіти (1996).

## Життєпис
Тамара Буяльська народилася 28 липня 1944 року у м. Кіровограді у сім'ї службовців. У 1951 р. вступила до Вінницької середньої школи № 2. У 1961 році вступила до Кишинівського університету філологічного відділення. Після закінчення двох курсів університету перейшла навчатися до Вінницького державного педагогічного інституту ім. М. Островського (1966).

## Професійна діяльність
- 1966 — викладачка етики, естетики, англійської мови у Вінницькому політехнічному технікумі

- 1966—1977 — викладачка і голова предметної комісії Вінницького політехнічного технікуму

- 1972—1973 — викладачка естетики у Вінницькому державному педагогічному інституті

- 1973—1974 — викладачка естетики у Вінницькому філіалі торговельно-економічного інституту (за сумісництвом)

- 1977 — викладачка культурології та філософії у Вінницькому політехнічному інституті (ВПІ)

- 1986 — доцент кафедри філософії у Вінницькому політехнічному інституті (ВПІ)

- 1990 — засновниця та завідувачка кафедри історії та теорії культури у ВПІ

- 1990 — директорка Культурно-мистецького і просвітницького центру[1] ВПІ (нині — Культурно-мистецький і просвітницький центр)

- 1992—1999 — проректор з науково-педагогічної роботи по організації виховного процесу та наукової роботи в галузі гуманітарних наук

- 1992—2000 — головна редакторка університетського часопису «Імпульс» У ВДТУ

- 1995—2000 — член експертної ради з гуманітарних наук при Міністерстві освіти і науки України

- 1999—2008 — проректор з виховної роботи, гуманітарної політики та культурних зв'язків у ВНТУ

## Наукові ступені та вчені звання
- 1984 — присуджено науковий ступінь кандидат філософських наук
- 1989 — присвоєно вчене звання доцента
- 1999 — присвоєно вчене звання професора

## Звання та нагороди
За досягнення в гуманітарній діяльності та виховній роботі нагороджена почесними дипломами та грамотами університету, обласної Ради народних депутатів, облдержадміністрації, Міністерства освіти і науки України.
- 1986 — нагороджена медаллю «За трудову доблесть» (Указ Президії Верховної Ради СРСР № 300764 від 20 серпня 1986 р.)

- 1996 — присвоєно Почесне звання «Заслужений працівник народної освіти України» (Указ Президента № 672 від 20 червня 1996 р.)

- 2006 — нагороджена Почесною грамотою Академії педагогічних наук України[2]

- 2006 — нагороджена Почесним дипломом Дев'ятої міжнародної виставки навчальних закладів «Сучасна освіта в Україні-2006» за особистий творчий внесок в удосконалення навчально-виховного процесу

- 2006 — нагороджена Почесним дипломом Третьої виставки-презентації «Інноваційні технології навчання» за впровадження у навчально-виховний процес перспективних освітніх технологій

- 2017 — нагороджена медаллю Костянтина Ушинського[3]

## Наукова, педагогічна та навчально-методична робота
Тамара Буяльська є авторкою концепції гуманізації технічної освіти, яка впроваджена в практику навчально-виховного процесу в 1990 році. З 1993 року Буяльська започаткувала нову форму навчальних занять — культурологічний практикум. З ініціативи і під керівництвом Буяльської в університеті створено Центр культурології і виховання студентів, унікальні художні музеї, а саме: «Меморіальний музей Ф. З. Коновалюка», «Музей сучасного подільського мистецтва».
Член експертної Ради з гуманітарних наук при Міністерстві освіти і науки України (1995—2000). 
З 1992 року постійна ініціаторка і організаторка проведення на базі ВНТУ міжнародних науково-практичних конференцій «Гуманізм та освіта».
1995—2000 рр. була членом експертної Ради з гуманітарних наук при Міністерстві освіти України. Учасниця міжнародних конференцій ІМЕКО (1994 рік — м. Турин, Італія; 1997 рік — м. Тампере, Фінляндія; 2000 рік — м. Відень, Австрія). Доповіді з проблем вимірів рівнів художнього сприйняття та формалізації експертних оцінок мистецьких творів в нечітких множинах, підготовлені в співавторстві з академіком Борисом Мокіним і опубліковані в наукових збірниках конференцій.Брала участь в міжнародній конференції IAUP, що проходила у 1999 році в Брюсселі (Бельгія) і була присвячена критеріям сучасної університетської культури.
Авторка понад 70 наукових статей і публікацій.

## Наукові публікації
- Гуманітарна складова технічної освіти у ВНТУ: методичний довідник для студентів І-V курсів / під ред. Т. Б. Буяльської та О. В. Зінько. — Вінниця: УНІВЕРСУМ-Вінниця, 2006. — 126 с.

- Інститут гуманітарно-педагогічних проблем та виховання: довідниково-методичний посібник / під редакцією проф. Т. Б. Буяльської. — Вінниця: друкарня «Діло», 2006. — 98 с.
- Практична культурологія. Ч. I: навчальний посібник / Т. Б. Буяльська, Т. І. Сідлецька. — Вінниця: ВНТУ, 2012. — 108 с.

- Робота кураторів академічних груп у вищому навчальному закладі: методичний посібник / Т. Б. Буяльська, М. Д. Прищак, Л. А. Мацко. — Вінниця: ВНТУ, 2010. — 154 с.

## Родинні зв'язки
Батько — Буяльський Болеслав Адамович (01.08.1919 – вересень 2009 р.), український літературознавець і педагог.